# Léda allongée
Léda allongée est une gravure sur cuivre au burin réalisée par Georges Reverdy, mesurant 15,1 cm sur 26 cm. Elle date de la fin des années 1550. Il existe plusieurs versions conservées à New York, à Rome, à Bassano del Grappa, à Londres, à Boston à Pavie, à New Haven et à Paris à la BnF au département des estampes et photographies. 
Elle représente Léda allongée qui caresse le cou d'un cygne. Trois enfants sont situés en premier plan.